# Musée des Alliés
 (août 2011).
Si vous disposez d'ouvrages ou d'articles de référence ou si vous connaissez des sites web de qualité traitant du thème abordé ici, merci de compléter l'article en donnant les références utiles à sa vérifiabilité et en les liant à la section « Notes et références ».

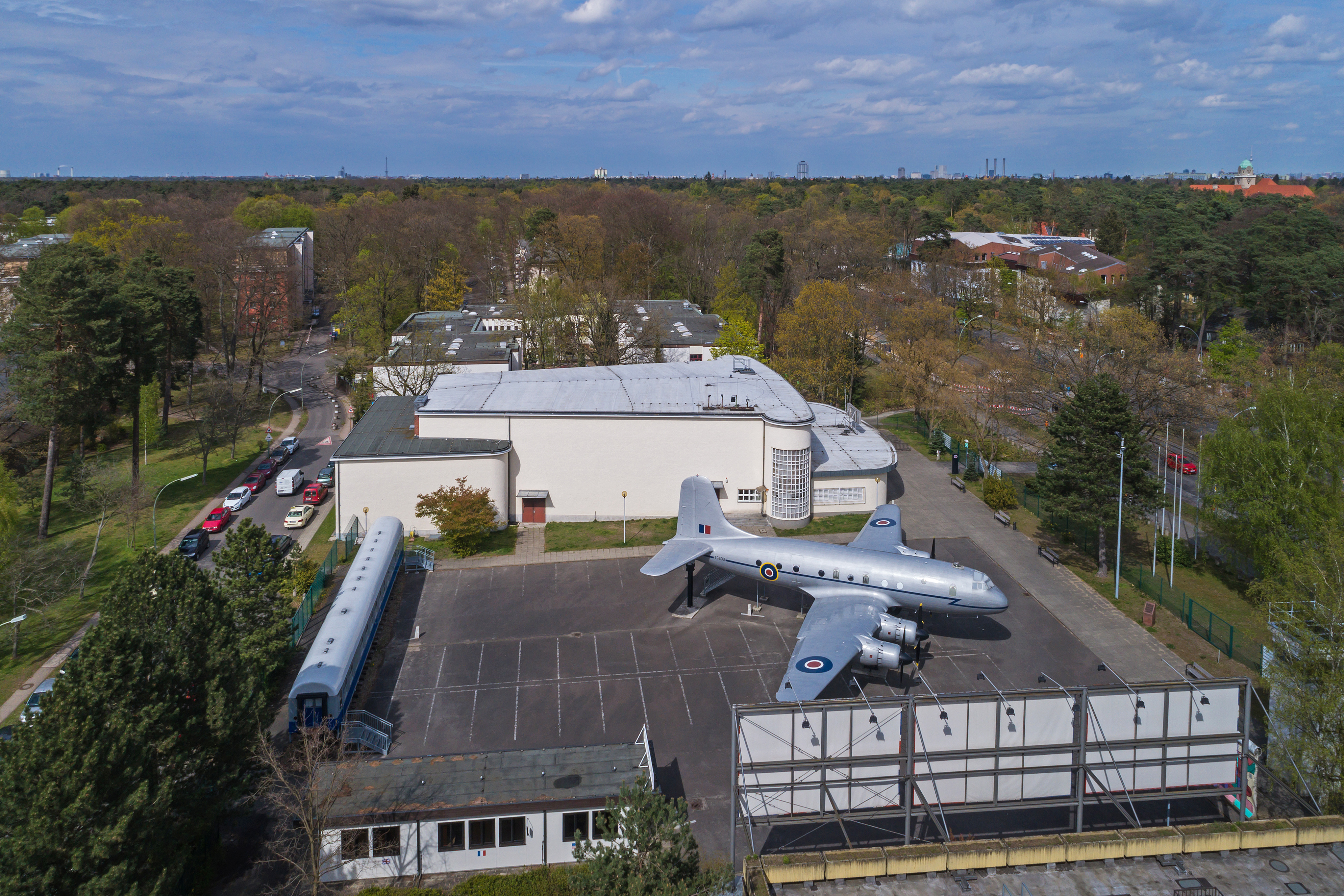
Musée des Alliés, Clayallee 135 à Berlin.

Le musée des Alliés (en allemand : AlliiertenMuseum) est un musée à Berlin. Il témoigne de l’engagement et du rôle des Alliés en Allemagne et dans Berlin pendant les années de Guerre froide de 1945 à 1994 et les actions communes des trois Alliés pour garder les secteurs de Berlin-Ouest en liberté.

## Localisation
Le musée se trouve dans l'arrondissement de Steglitz-Zehlendorf dans le quartier de Berlin-Dahlem, situé dans l'ancien secteur américain de Berlin. Les pièces d’exposition sont présentées dans le vieux cinéma des Américains l’« Outpost » et l’ancienne bibliothèque « The Nicholson Memorial Library » dans la Clayallee 135 en face de la rue Auf dem Grat.

## Les Alliés
Les Américains, les Anglais et les Français formaient les Alliés occidentaux qui étaient pendant la guerre froide en opposition avec les Soviétiques. Le musée présente les évènements politiques et militaires importants entre la fin de la Seconde Guerre mondiale et le début des années 1990.

## Dans le cinéma «Outpost»
Dans l'ancien cinéma sont présentés les cartes des secteurs provisoires de Berlin, les images de l'entrée des troupes soviétiques à la ville de Berlin, les uniformes, les premiers journaux de Berlin, la dénazification, le pont aérien avec son organisation, les acteurs et les victimes.

## Aire extérieure

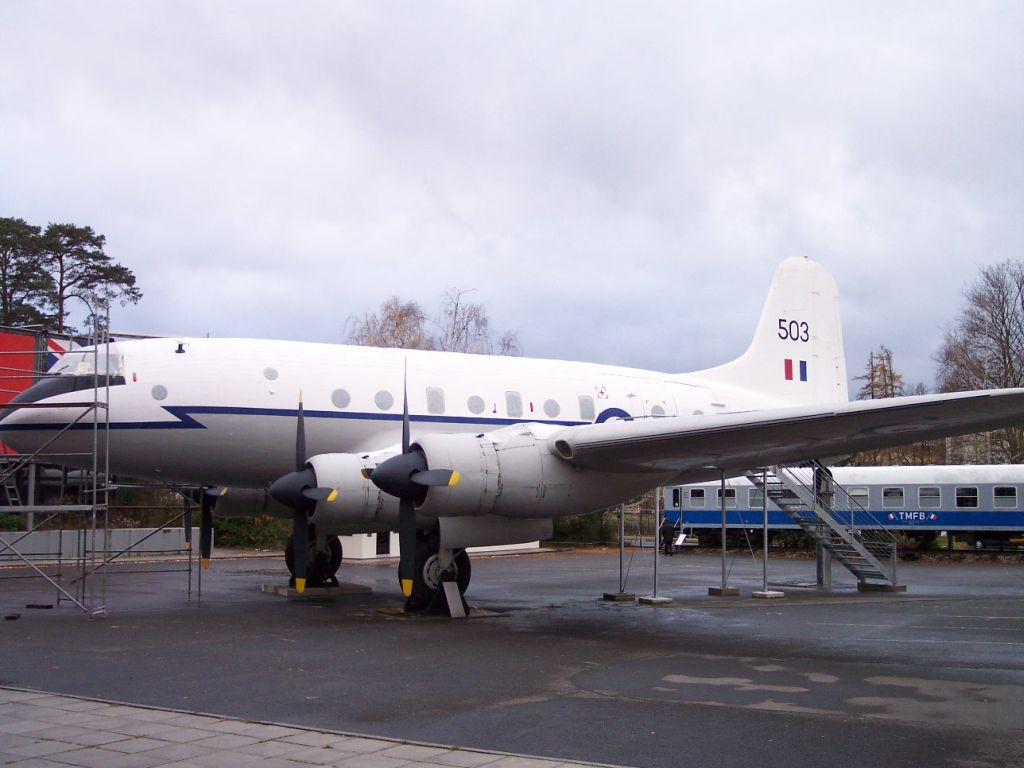
Un des avions du pont aérien de Berlin, un Handley Page Hastings.

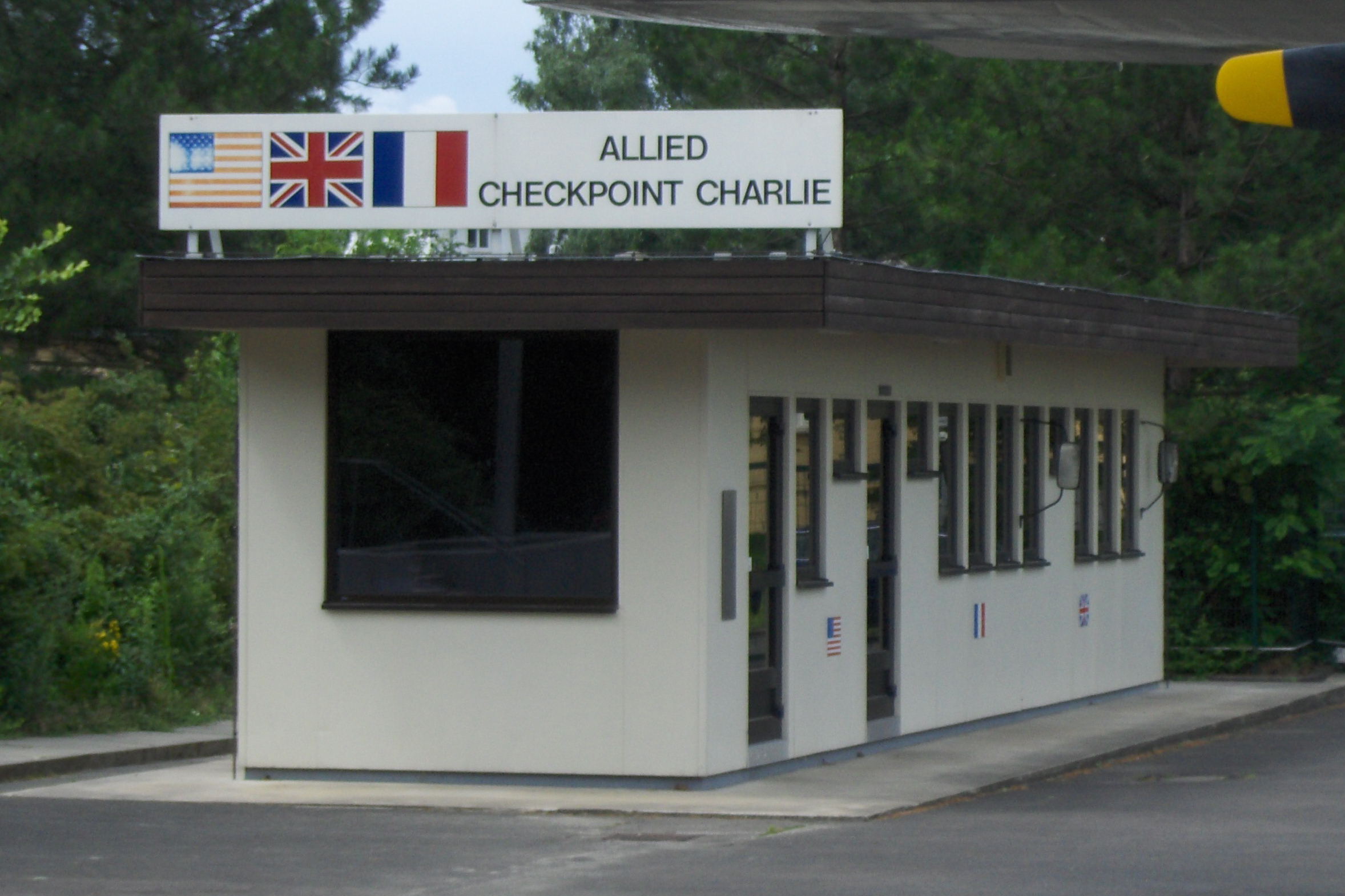
Abri du poste de contrôle du Checkpoint Charlie

Dans l'aire extérieure se trouvent les objets plus gros, par exemple un avion de transport britannique du type Handley Page Hastings pour le pont aérien, un wagon d'un train militaire français, l'abri du poste de contrôle du Checkpoint Charlie ainsi qu'un mirador utilisé pour éviter la fuite des citoyens de la RDA.

## Nicholson Memorial Library
On y présente les faits sur la chute du mur, sur le jugement des affaires politiques par les Alliés occidentaux et sur les efforts et l'engagement des Américains, des Anglais et des Français pour garder Berlin en liberté. Il sert aussi pour des expositions temporaires.

## Responsables
Le musée des Alliés est une association à but non lucratif. Ses membres sont la République fédérale d'Allemagne, le land de Berlin, ainsi que la France, le Royaume-Uni, les États-Unis, le Musée historique allemand (Deutsches Historisches Museum Berlin) et l'Institut d'histoire contemporaine. Le musée dépense par an un million d'euros.

## Sculpture chute du mur

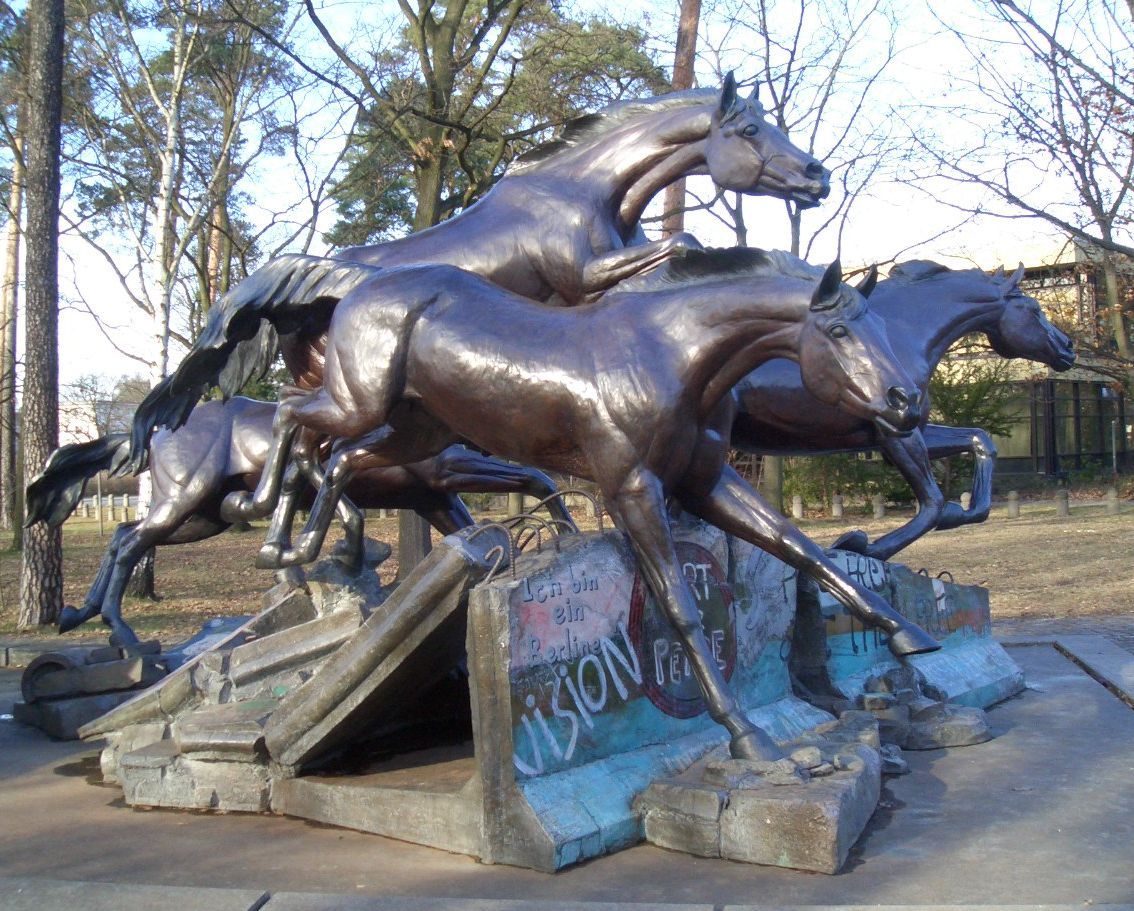
Veryl Goodnight: The Day the Wall Came Down (en français : Le jour où le mur s'écroula). Sculpture au bord de la rue principale Clayallee, Berlin-Zehlendorf dans les environs du Musée des Alliés

Dans les environs du Musée des Alliés se trouve la sculpture de l'Américaine Veryl Goodnight qui signifie la joie sur la chute du mur. Cinq chevaux sauvages sautent sur ce qui est resté du mur tombé.